# Mistrzostwa Ameryki Południowej i Centralnej w piłce ręcznej mężczyzn
Mistrzostwa Ameryki Południowej i Centralnej w piłce ręcznej mężczyzn – oficjalny międzynarodowy turniej piłki ręcznej o zasięgu kontynentalnym, organizowany przez COSCABAL cyklicznie od 2020 roku mający na celu wyłonienie najlepszej męskiej reprezentacji narodowej w Ameryce Centralnej i Południowej. W imprezie mogą brać udział wyłącznie reprezentacje państw, których krajowe federacje piłki ręcznej są oficjalnymi członkami COSCABAL. Turniej służy również jako eliminacja do mistrzostw świata.

## Turnieje
| 2020 | Brazylia  | Argentyna | rozgrywki grupowe | Brazylia  | Urugwaj | rozgrywki grupowe | Chile    |
| 2022 | Brazylia  | Brazylia  | 20:17             | Argentyna | Chile   | 29:21             | Urugwaj  |
| 2024 | Argentyna | Brazylia  | rozgrywki grupowe | Argentyna | Chile   | rozgrywki grupowe | Paragwaj |

## Tabela medalowa
| Lp.   | Państwo   | Złoto | Srebro | Brąz | Razem |
| ----- | --------- | ----- | ------ | ---- | ----- |
| 1.    | Brazylia  | 2     | 1      | 0    | 3     |
| 2.    | Argentyna | 1     | 2      | 0    | 3     |
| 3.    | Chile     | 0     | 0      | 2    | 2     |
| 4.    | Urugwaj   | 0     | 0      | 1    | 1     |
| Razem | Razem     | 3     | 3      | 3    | 9     |

## Tabela wyników
| Państwo   | 2020 | 2022 | 2024 | Występy |
| --------- | ---- | ---- | ---- | ------- |
| Argentyna | 1    | 2    | 2    | 3       |
| Boliwia   | 6    | 7    | –    | 2       |
| Brazylia  | 2    | 1    | 1    | 3       |
| Chile     | 4    | 3    | 3    | 3       |
| Kostaryka | –    | 6    | 6    | 2       |
| Paragwaj  | 5    | 5    | 4    | 3       |
| Urugwaj   | 3    | 4    | 5    | 3       |
| Państwo   | 2020 | 2022 | 2024 | Występy |